# Duga Luka
Duga Luka (italsky Portolungo) je malá vesnice a přímořské letovisko v Chorvatsku v Istrijské župě, spadající pod opčinu města Labin. Nachází se asi 5 km jihovýchodně od Labinu. V roce 2011 zde trvale žilo 27 obyvatel.
Jedinou sousední vesnicí je Gondolići. Nacházejí se zde pláže Mali Portluk a Prtlog.